# Прапор берберів
Прапор берберів або прапор амазигів — етнічний прапор, використовується як загальний символ споріднених етнічних груп у Північній Африці. Прапор був створений, щоб символізувати культуру, але з появою берберизму він також почав використовуватися в політичному контексті.  
Прапор був урочисто представлений у Вадья, містечку в  Кабілії, розташованому в Тізі-Узу, провінція Алжиру, старшим алжирським ветераном Кабілі Юсефом Медкуром. 

## Опис

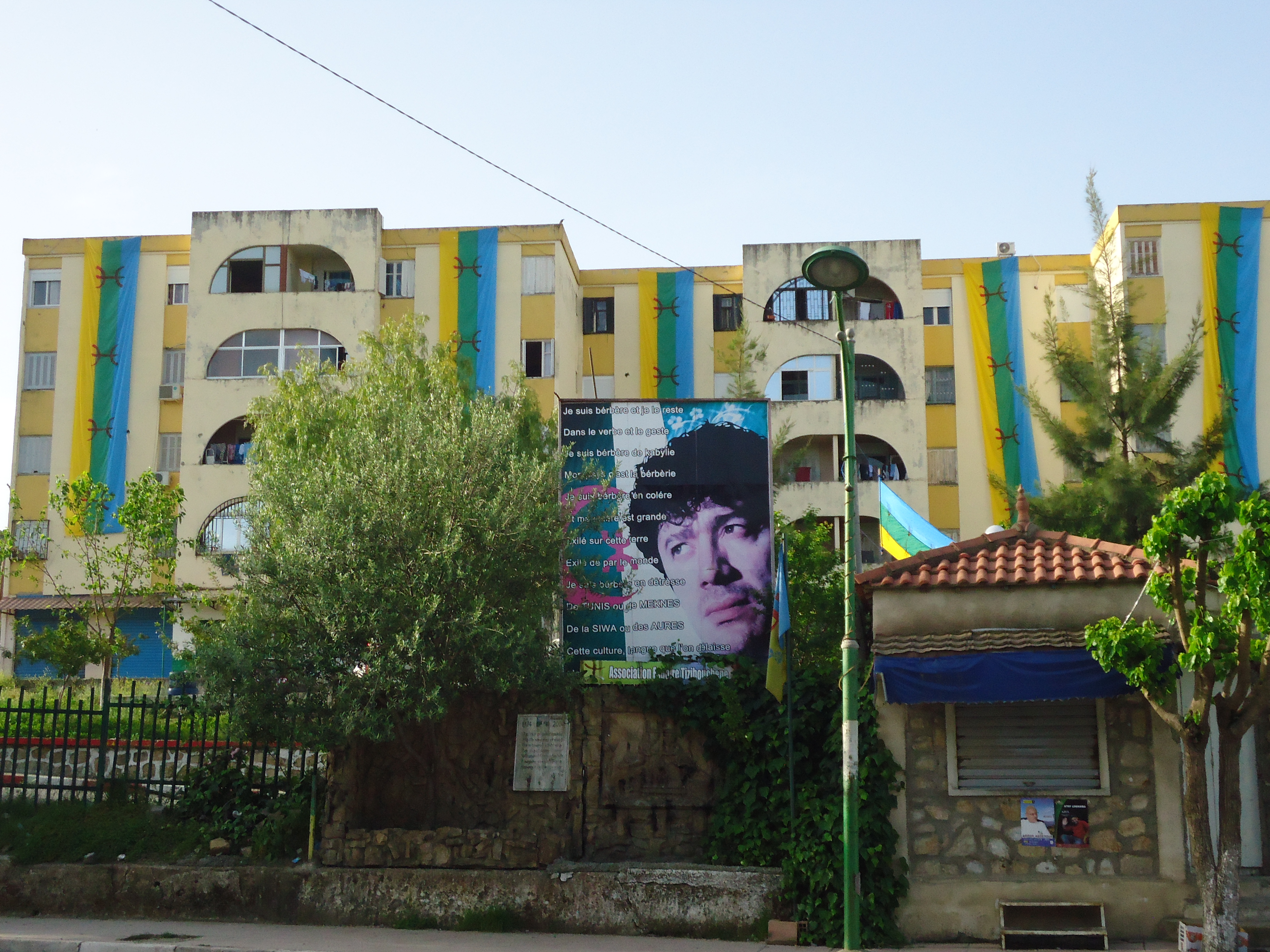
Святкування Берберської весни в Азаззі в 2016 році. Також видно похідний дизайн, який використовується як прапор руху за автономію Кабілії.

Прапор складається з синьої, зеленої та жовтої горизонтальних смуг однакової висоти та тифінської літери яз або аза ("ⵣ").   Кожен колір відповідає певному аспекту Тамазги, території, населеної берберами в Північній Африці: 
- Синій символізує море.
- Зелений символізує гори.
- Жовтий символізує пустелю.
- Червоний колір літери ( ⵣ у тифінах) символізує опір і мучеників/вільних людей Імазігена.[2]

## Історія
Розробив прапор Моханд Арав Бессауд, алжирський активіст і засновник Берберської академії, у 1970 році.   Його використовували під час демонстрацій у 1980-х роках, а в 1997 році Всесвітній конгрес амазигів, що відбувся у Лас-Пальмасі на Канарських островах, зробив прапор офіційним.  Під час руху Хірак у 2019 році прапор амазигів був заборонений до використання в Алжирі.  